# بنگاه خبررسانی استرالیا

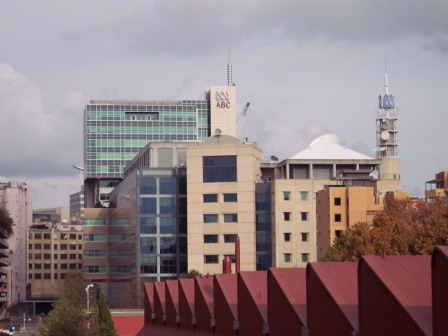
ساختمان مرکزی ای‌بی‌سی در سیدنی

بنگاه خبررسانی استرالیا (به انگلیسی: Australian Broadcasting Corporation)
خبرگزاری دولتی استرالیا است که در سال ۱۹۲۳ میلادی بنیان‌گذاری شد. این خبرگزاری نقش حیاتی را در تاریخ پخش خبر استرالیا دارد.
با بودجه سالانه ۱٬۲۲ بیلیون دلار استرالیا ای‌بی‌سی (ABC) در تولید و پخش برنامه‌های تلویزیونی و رادیوئی، برنامه‌های آنلاین برای تلفن همراه و رایانه در کل استرالیا و جهان خارج فعالیت می‌کند. با اینکه ای‌بی‌سی سازمانی دولتی است ولی ازاستقلال تحریریه برخوردار است.